# Mike Jensen
Mike Lindemann Jensen (Herlev, 19 februari 1988) is een profvoetballer uit Denemarken, die bij voorkeur als middenvelder speelt. Hij is de zoon van oud-voetballer Henrik Jensen (Brøndby IF). Voor die club maakte hij in april 2006 zijn debuut in het eerste team.

## Interlandcarrière
Jensen speelde voor diverse Deense jeugdselecties, alvorens hij onder leiding van bondscoach Morten Olsen debuteerde in het Deens voetbalelftal. Dat gebeurde op 11 augustus 2010, toen de Deense nationale ploeg met 2–2 gelijkspeelde tegen Duitsland in een vriendschappelijke wedstrijd in Kopenhagen. Andere debutanten in dat duel namens Denemarken waren Johnny Thomsen (Sønderjysk), Kasper Lorentzen (Randers FC) en Nicklas Pedersen (FC Groningen). Jensen moest in dat duel na 45 minuten plaatsmaken voor Michael Silberbauer.

## Erelijst
Brøndby IF
- Deense beker

2008
- Royal League

2007
 Rosenborg BK
- Noors landskampioen

2015, 2016, 2017, 2018
- Noorse beker

2015, 2016, 2018
- Mesterfinalen

2018